# الدهيثم (الزرقاء)
الدهيثم منطقة سكنية تقع في لواء قصبة الزرقاء، محافظة الزرقاء في الأردن. تنتمي المنطقة لقضاء الضليل الذي يضم 7 مناطق. يقدر عدد سكانها بـ 403 نسمة حسب إحصاء 2015.

## الوصلات الخارجية
- دائرة الاحصاءات العامة